# Östgötaskärgården

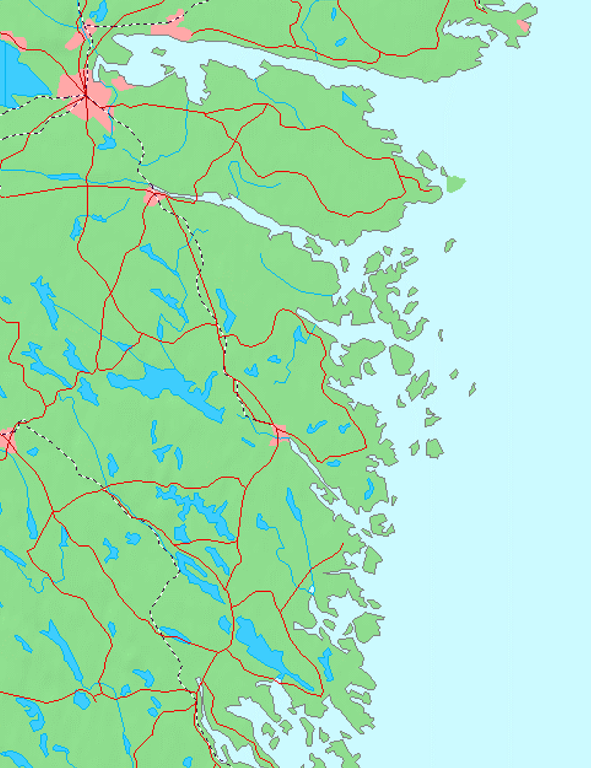
Karta över Östgötaskärgården.

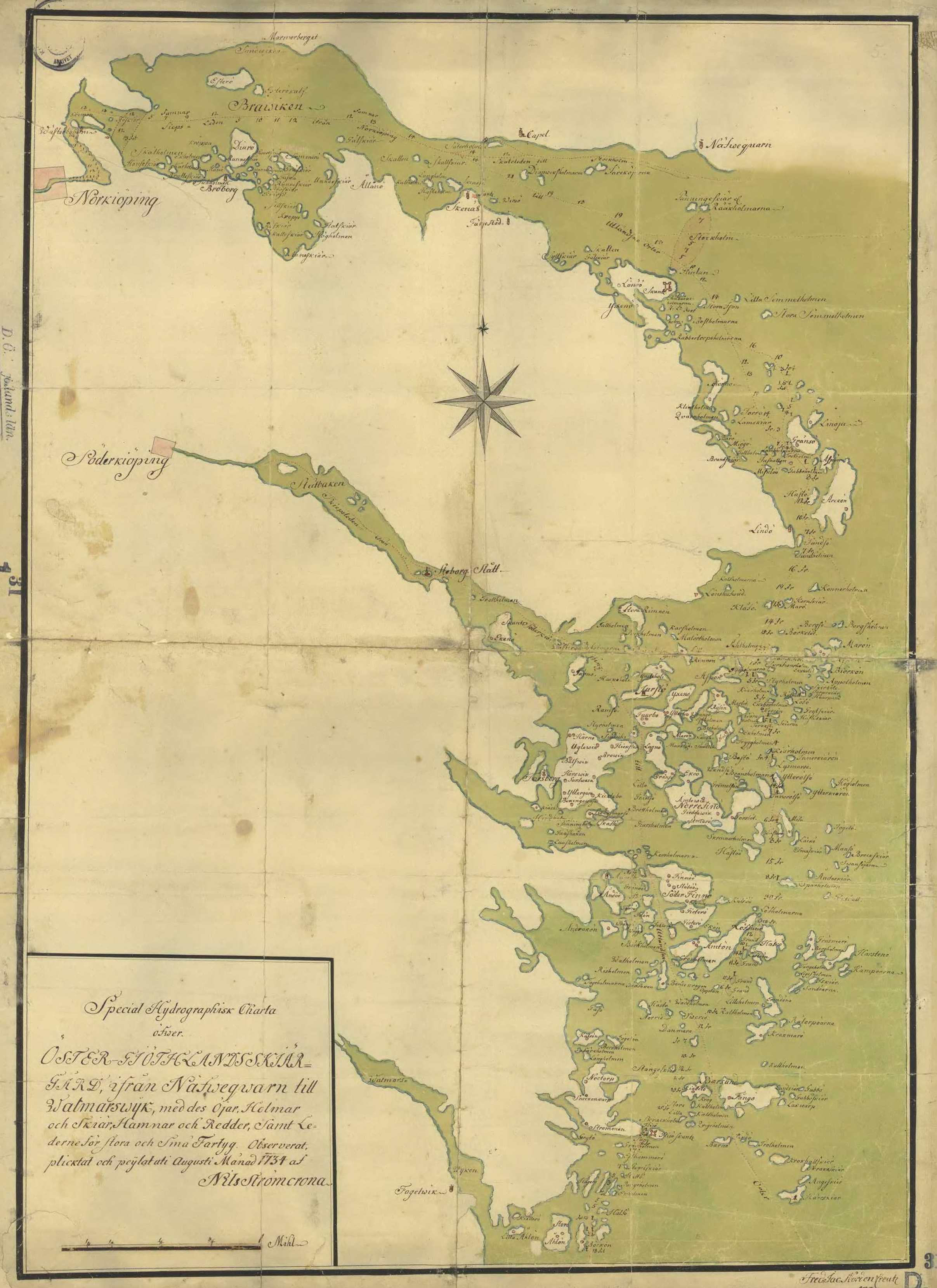
Äldre karta över Östgötaskärgården från 1734.

Östgötaskärgården är ett samlingsnamn på tre skärgårdar i Östergötland.
Området avgränsas i norr av Bråviken. De nordligaste delarna ligger runt Arkösund, utmed Vikbolandet. Dessa delar tillhör Norrköpings kommun. Denna skärgård har inget historiskt namn, men "Arkösunds skärgård" är det mest vedertagna, även "Bråviksmynningen" förekommer, liksom Jonsbergs skärgård.
De mittersta delarna kallas för Sankt Anna skärgård och tillhör Söderköpings kommun. Området mellan Sankt Anna skärgård och Arkösunds skärgård utanför Vikbolandet kallas ibland Rönö skärgård, och innefattar då norra delarna av Sankt Anna skärgård och södra delarna av Arkösunds skärgård.
Sydligast av de tre är Gryts skärgård i Valdemarsviks kommun. Södra delen av det som idag är Valdemarsviks kommun räknas dock till Småland och är en del av Tjusts skärgård.
De tre kommunerna stöder Skärgårdslinjen som under sommarmånaderna dagligen trafikerar kuststräckan. I övrigt ansvarar Östgötatrafiken för den markbundna kollektivtrafiken i området. 
Östgötaskärgården är känd för sin fina kajakpaddling.